# Heteronyx siccus
Heteronyx siccus är en skalbaggsart som beskrevs av Blackburn 1892. Heteronyx siccus ingår i släktet Heteronyx och familjen Melolonthidae. Inga underarter finns listade i Catalogue of Life.